# Echipa națională de fotbal a Republicii Palau
Echipa națională de fotbal a Republicii Palau a reprezentat Republica Palau în competițiile fotbalistice organizate Confederația de Fotbal din Oceania. Nu a fost afiliată FIFA.

## Meciuri selectate
| Dată          | Arenă     |       | Adversar                 | Scor   |
| ------------- | --------- | ----- | ------------------------ | ------ |
| 2 august 1998 | Palau     | Palau | Insulele Mariane de Nord | 1 - 12 |
| 1 august 1998 | Palau     | Palau | Guam                     | 2 - 15 |
| iulie 1998    | Palau     | Palau | Yap                      | 7 - 1  |
| iulie 1998    | Palau     | Palau | Pohnpei                  | 7 - 1  |
| 7 martie 1987 | Australia | Palau | Vanuatu                  | 2 - 6  |

## Competiții
- Jocurile din Micronesia

1998 - locul trei